# Leptoperilissus ibericus
Leptoperilissus ibericus är en stekelart som beskrevs av Horstmann 1987. Leptoperilissus ibericus ingår i släktet Leptoperilissus och familjen brokparasitsteklar. Inga underarter finns listade i Catalogue of Life.